# Sapiston
Sapiston – wieś w Anglii, w hrabstwie Suffolk, w dystrykcie West Suffolk. Leży 39 km na północny zachód od miasta Ipswich i 113 km na północny wschód od Londynu. Miejscowość liczy 164 mieszkańców.